# John Blacklaw
John Blacklaw (* 8. Dezember 1970) ist ein deutscher Poolbillardspieler.

## Karriere

### Einzel
Bei der Deutschen Meisterschaft 2001 erreichte Blacklaw im 8-Ball erstmals das Viertelfinale einer Deutschen Meisterschaft. Ein Jahr später gewann er mit Bronze im 14/1 endlos seine erste Medaille. Nachdem er 2003 nicht über den 13. Platz im 14/1 endlos hinaus gekommen war, gewann er 2004 die Bronzemedaille im 8-Ball. Bei der Deutschen Meisterschaft 2005 belegte er im 8-Ball den neunten Platz. 2006 gewann er die Bronzemedaille im 8-Ball und wurde Fünfter im 14/1 endlos, 2007 wurde er Dritter im 8-Ball.
Bei der Deutschen Meisterschaft 2008 erreichte Blacklaw im 14/1 endlos erstmals das Finale, das er jedoch gegen Alexander Dremsizis verlor. Zudem wurde er Fünfter im 8-Ball. Im April 2009 nahm er erstmals an der Europameisterschaft teil und erreichte dort die Finalrunde im 8-Ball, in der er jedoch dem Polen Adam Skoneczny in der Runde der letzten 32 mit 2:8 unterlag. Im Oktober 2009 gelang ihm bei der Deutschen Meisterschaft erneut der Einzug ins 14/1-endlos-Finale, in dem er sich nun mit 150:4 gegen seinen Vereinskameraden Dominic Jentsch durchsetzen konnte. Darüber hinaus erreichte er im 8-Ball und im 9-Ball das Viertelfinale.
Bei der EM 2010 erreichte er im 14/1 endlos das Viertelfinale, in dem er dem späteren Europameister David Alcaide mit 80:125 unterlag. Zudem erreichte er das Achtelfinale im 8-Ball sowie die Runde der letzten 32 im erstmals ausgetragenen 10-Ball-Wettbewerb. Im Vorfeld der EM gab es einige Diskussionen um die Nominierung Blacklaws. Obwohl Bundestrainer Andreas Huber nach der Deutschen Meisterschaft 2009 der DBU vorgeschlagen hatte, Blacklaw für die EM zu nominieren, wurde zunächst Thorsten Hohmann nominiert. Erst aufgrund dessen Absage spielte Blacklaw bei der Europameisterschaft. Im Oktober 2010 wurde Blacklaw durch einen 9:8-Sieg im Finale gegen Dominic Jentsch Deutscher Meister im 8-Ball. Bei der Europameisterschaft 2011 erreichte Blacklaw im 8-Ball sowie im 10-Ball die Runde der letzten 32. Bei der Deutschen Meisterschaft 2011 gewann er die Bronzemedaille im 14/1 endlos, nachdem er im Halbfinale gegen Sascha-Andrej Tege ausgeschieden war.

### Mannschaft
In der Saison 2004/05 stieg Blacklaw mit dem PBC Schwerte 87 in die 2. Bundesliga ab. Anschließend wechselte er zum Zweitligisten BSG Osnabrück, mit dem er 2005 den deutschen 8-Ball-Mannschaftspokal gewann. Am Ende der Saison 2005/06, in der die Osnabrücker den vierten Platz belegten, wechselte Blacklaw zum Bundesligisten BSV Pfullingen, mit dem er in der Saison 2006/07 den dritten Platz erreichte. Anschließend wechselte er zum Drittligisten Hannover 96, mit dem er zweimal in Folge aufstieg und in der Saison 2009/10 Dritter in der 1. Bundesliga wurde. In der folgenden Spielzeit stieg er mit dem PBC Lingen in die zweite Liga auf, woraufhin 2012 auch sofort der Bundesligaaufstieg geschafft wurde. Nachdem anschließend mit dem siebten Platz in der Saison 2012/13 der Abstieg in die zweite Liga folgte, kam es nach der Saison 2014/15 zur Abmeldung des kompletten Lingener Vereins, nachdem sportlich in einem noch nie dagewesenen Endspurt der Klassenerhalt erreicht worden war. 2015 kehrte Blacklaw zur BSG Osnabrück zurück, mit der er in der Saison 2015/16 in der 2. Bundesliga spielt.
2010 war Blacklaw Teil des Teams Deutschland 2, das bei der Mannschafts-Weltmeisterschaft das Viertelfinale erreichte.
Der in Bremen lebende Blacklaw spielt zudem passiv beim Bremer Billard Club.

## Erfolge
| Einzel                         | Einzel |
| ------------------------------ | ------ |
| Deutscher 14/1-endlos-Meister: | 2009   |
| Deutscher 8-Ball-Meister:      | 2010   |
| Mannschaft                     |        |
| Deutscher 8-Ball-Pokalsieger:  | 2005   |